# Janet Montgomery
Janet Ruth Montgomery (29 oktober 1985) is een Engelse film- en tv-actrice. Montgomery staat bekend om haar rol als Ames in het tweede seizoen van de Fox serie Human Target en haar optredens in The Hills Run Red en Wrong Turn 3: Left for Dead. Ze speelde tevens Martina Garretti in de serie Made in Jersey. Van 2014 tot 2017 speelde ze de hoofdrol in de WGN America serie Salem. Ze is ook bekend van haar rol als Sarah Elliot in de film The Space Between Us. Sinds 2018 speelt ze de rol van Lauren Bloom in New Amsterdam.
Montgomery speelde de rol van Beth Grey in de aflevering "White Christmas" in de Netflix televisieserie Black Mirror.
- Biblioteca Nacional de España: XX4904472
- Bibliothèque nationale de France: cb162586824 (data)
- International Standard Name Identifier: 0000 0001 1943 291X
- Library of Congress Control Number: no2009193600
- MusicBrainz: 597712a9-df91-4846-abbc-d80bddd39cf6
- Nederlandse Thesaurus van Auteursnamen: 412513463
- Virtual International Authority File: 166336236
- WorldCat: E39PBJfGTPT3pr8GTt7g9M7mBP